# 仲谷明香
仲谷 明香（なかや さやか、1991年〈平成3年〉10月15日 - ）は、日本の声優、タレントであり、女性アイドルグループ・AKB48の元メンバーである。ミシェルエンターテイメント所属。

## 略歴
2006年
- 12月3日、『第三期AKB48追加メンバーオーディション』に合格（応募総数12,828名で最終合格者20名に選ばれる）[3]。

2007年
- 4月8日、AKB48劇場でのチームB 1st Stage「青春ガールズ」初日公演において、旧チームBの一員として公演デビュー（2010年4月16日まで旧チームBに所属）。

2009年
- 8月23日に開催された『読売新聞創刊135周年記念コンサート AKB104選抜メンバー組閣祭り』の夜公演において、チームAへの異動が発表され、2010年7月27日にチームAに異動した。
- 12月7日、所属事務所AKSからMousaに移籍した[4]。
- 12月、アメーバブログにて「仲谷明香オフィシャルブログ」をスタート（2013年3月末日閉鎖）。

2011年
- 1月2日、IBC岩手放送 より、自分自身の冠番組「仲谷明香 (AKB48) のなかやん通信」放送開始。
- 4月18日、スカパー! PigooHDにて、Mousa所属メンバーによる新番組『PigooRadio〜Mousa』が放送開始。
- 9月14日、斎藤惇夫の児童文学作品『冒険者たち ガンバと15ひきの仲間』（アニメ『ガンバの冒険』の原作）から生まれたユニット「BABY GAMBA」のヴォーカルとして田名部生来とともに、DVDシングル「ええじゃないか」でavexよりデビュー[5][6]。
- 12月13日に開催されたテレビアニメ『AKB0048』声優公開オーディションに合格し、声優選抜入りを果たした。

2012年
- 4月2日、小学館101新書より自叙伝『非選抜アイドル』を出版。4月11日には発売を記念して、福家書店新宿サブナード店にてサイン会を行った[7]。
- 4月26日、『AKB0048』声優選抜メンバー9名による新ユニット「NO NAME」の結成が発表される。同作の主題歌「希望について」と「夢は何度も生まれ変わる」を歌う[8]。
- 5月、NHK東日本大震災プロジェクト「明日へ」のテーマソングを歌う、岩田華怜とともに花は咲くプロジェクトの一員として「花は咲く」東日本大震災復興支援チャリティーソングに参加した。
- 5月から6月にかけて実施された『AKB48 27thシングル選抜総選挙』では36位で、ネクストガールズ入りを果たした[9]。
- 8月3日より『AKB0048』webラジオ「AKB0048in仲谷明香（仮）」パーソナリティを務める。
- 8月24日に開催された『AKB48 in TOKYO DOME 〜1830mの夢〜』初日公演において、チームKへの異動が発表された[10]。11月1日、チームKに異動。チームKウェイティング公演のスターティングメンバーとして活動を開始する[11]。

2013年
- 3月2日、この日開催されたチームKウェイティング公演（夜公演）にて、声優オーディション受験のため、AKB48を卒業することを発表[12][13]。3月6日、チームKウェイティング公演をもってAKB48を卒業。また同日付でMousaとの契約も終了[14]。
- 4月26日、中経出版より『非選抜だった私を救った48のことば』を出版。4月30日に福家書店新宿サブナード店にてサイン会を行った[15]。
- 7月1日、アミュレートに所属したことを発表。同時にTwitterも開始[16]。
- 12月27日、2014年放送開始の『ハピネスチャージプリキュア!』オープニングテーマ「ハピネスチャージプリキュア!WOW!」を担当することが発表された。自身初となるソロでのアニメソングとなった[17]。

2014年
- 11月15日、アートプログラム「Moving Distance：2579枚の写真と11通の手紙」（主催：東京芸術劇場〈公益財団法人東京都歴史文化財団〉、豊島区）に参加。高橋栄樹監督の映像作品「after」にてナレーションを担当[18]、テキストは詩人の和合亮一の書き下ろし。同プログラムで、朗読公演を実施、新作「交換」を発表する。

2019年
- 11月1日、同年10月31日付でアミュレートとの契約を終了し、フリーで活動することを発表[19]。

2020年
- 6月22日、同年6月からアニモプロデュースに所属したことを発表[20]。

2022年
- 6月30日をもってアニモプロデュースを退所[21]。
- 10月15日、誕生日のこの日にミシェルエンターテイメントに所属することを発表[22]。

## 人物
- 3人兄弟の末っ子。兄が2人いる[23]。
- 2011年時点では千葉県在住のため、一時期公式プロフィールなどの出身地は千葉県で統一されていた。しかし、初期ならびに2013年現在のプロフィールでは、7歳まで居住していた「岩手県出身」と表記されている（盛岡市生まれ）。7歳の時に両親が離婚、母親の実家がある千葉県に引っ越した。長兄と次兄は父親に付いた[23]。
- 以前の公式プロフィールでは身長159cmとなっていたが、握手会でファンから「テレビで見てると可愛いのに意外に身長高いね」とよく言われ、本人も背が高いことを気にして普段はハイヒールはあまり履かない[24]。
- 好きな食べ物は、リンゴ、カレーなど。辛いものも大好き。また料理が趣味でコショウはミルで挽くほどである[25]。
- 特に好きなアニメは『夏目友人帳』[26]。他に『化物語』などの非日常系アニメが主に好きである。
- 声優になろうと思ったきっかけは5歳のころ、友人に大好きな『ポケットモンスター』のピカチュウの物真似を披露したところ、「似てるね」と言われたことから「じゃあピカチュウになるね！」と言う思いつきからである[27]。
- AKB48加入前には声優養成所に通っていた。初めて声優として出演した作品はアニメ「テイルズ オブ ジ アビス」[28]。喉のメンテナンスのために冷房の禁止や、常にのど飴を携行するなどの対策をしている[29]。

### AKB48
- キャッチフレーズは、「私の半分は優しさでできています」[30]
- 千葉県に転居後、市川市立第七中学校で偶然同級だったのが前田敦子[31]。
- AKB48のオーディションを受ける契機となったのは、同級生だった前田が先に活動していたのを知ったからとされるが、実際の動機は以前から目指していたプロの声優になるための足がかりにしようと思ったからである[32]。

## 出演
※太字はメインキャラクター。

### テレビアニメ
2008年
- テイルズ オブ ジ アビス（メイド）

2009年
- うさるさん。（いちごちゃん）

2010年
- ネクストプリンセス「ペロとポロ」（ミキ）

2011年
- もし高校野球の女子マネージャーがドラッカーの『マネジメント』を読んだら（北条文乃）

2012年
- AKB0048（2012年 - 2013年、藍田織音） - 2シリーズ
- ちとせげっちゅ!!（桜庭ちとせ）

2013年
- 俺の脳内選択肢が、学園ラブコメを全力で邪魔している（少年）
- サムライフラメンコ（通行人女性）
- ピクレレ（うふふちゃん）

2014年
- あいまいみー（2014年 - 2017年、蛯原夏菜子、マカロンちゃんタイトルコール、トマティーナの人々、観客たち、イトウ、桜庭ちとせ、女性店員、遺族女性B、21番、子ガッパ 他） - 2シリーズ
- ハピネスチャージプリキュア!（オリナ / キュアウェーブ）

2015年
- アイドルマスター シンデレラガールズ（男の子）
- しまじろうのわお!（ロキ）
- トリアージX（牧石要）
- 不思議なソメラちゃん（野乃本ソメラ、メヌースー〈第6話〉）

2016年
- アイカツスターズ!（ハルカ☆ルカ）
- キズナイーバー（少女、少女の声、瑠々）
- 迷家-マヨイガ-（なぁな、女子B）
- ももくり（島田柚姫）

2017年
- アイドル事変（桃井梅）
- CHAOS;CHILD（香月華）
- PJベリーのもぐもぐむにゃむにゃ（ケイティ・キャット）

2019年
- 荒野のコトブキ飛行隊（ケイト）

2020年
- アイカツオンパレード!（ハルカ☆ルカ）
- エタニティ 〜深夜の濡恋ちゃんねる♡〜（本木由理、長谷川茜） -  通常版

### 劇場アニメ
- 劇場版 しまじろうのわお!『しまじろうとおおきなき』（2015年、ロキ[44]）
- 海辺のエトランゼ（2020年、鈴[45]）
- 荒野のコトブキ飛行隊 完全版（2020年、ケイト）

### Webアニメ
- ももくり（2015年、島田柚姫[46]）
- ニーノとミーヤの「おうちきねんび」（2016年、ニーノ[47]）

### ゲーム
2008年
- 萌える麻雀 もえじゃん!（翻弄あゆむ）

2010年
- AKB1/48 アイドルと恋したら… ※本人役

2011年
- AKB1/48 アイドルとグアムで恋したら… ※本人役
- 超次元ゲイム ネプテューヌmk2（西沢ミナ）

2012年
- AKB1/149 恋愛総選挙 ※本人役

2013年
- 姫奪!!デモンズサーガ（シャルル）
- 百年戦記 ユーロ・ヒストリア（クリスティーヌ、ジャクリーヌ、アニェス・ソレル、ヨハンナ、エルジェーベト、パリシーナ、ジネヴラ・デステ）

2014年
- ウチの姫さまがいちばんカワイイ（断罪姫 ガブリエラ）
- CHAOS;CHILD（香月華）
- サウザンドメモリーズ（花菱の暗躍者イザベル）
- 超次次元ゲイム ネプテューヌRe;Birth2 SISTERS GENERATION（西沢ミナ）
- 魔法少女大戦 ZANBATSU（雪）
- 妖怪百姫たん!（狛犬）

2015年
- インフィニット・ドライブ（アリエル、フィッシュクイーン）
- ソフィーのアトリエ 〜不思議な本の錬金術士〜（テス・ハイツマン）
- 超銀河船団（カツムラ・ユキ、ルクト）
- ブレイブリーアーカイブ ディーズレポート（カリン・ゲッコー）
- リング☆ドリーム 女子プロレス大戦（小天狗舞々）

2016年
- アイドル事変（桃井梅）
- 円環のパンデミカ code-S-（柳館アワユキ）
- グリムノーツ（ステイ）
- ロボットガールズZ ONLINE（プロフェッサー・ランドウ）

2017年
- 一血卍傑-ONLINE-（スズカゴゼン）
- CHAOS;CHILD らぶchu☆chu!!（香月華）
- 逆転オセロニア（江）
- デスティニーチャイルド（さすらいの少女探偵）
- ラノゲツクール - 一部シナリオ担当
- クラッシュ・オブ・パンツァー（アルフレーダ・ヴィスコンティ 他）
- かんぱに☆ガールズ（セン・ヤガミ）
- 18（マルファス）

2018年
- 温泉むすめ ゆのはなこれくしょん（山の神皐月）

2019年
- 荒野のコトブキ飛行隊 大空のテイクオフガールズ!（ケイト）
- エンゲージプリンセス〜眠れる姫君と夢の魔法使い〜（イングリド）

2020年
- けものフレンズ3（パフィン）
- Go!Go!5次元GAME ネプテューヌ re★Verse（西沢ミナ）

2023年
- レスレリアーナのアトリエ 〜忘れられた錬金術と極夜の解放者〜（テス）

### ドラマCD
2013年
- 姉ログ 靄子姉さんの止まらないモノローグ 単行本2巻ドラマCD付き特別版
- LOVE SO LIFE ドラマCD『ときめき☆きらめき文化祭』 ※花とゆめ2013年21号付録

2014年
- 瞬間リアリティ 収録ドラマCD「白魔女学園 覚醒」（椚未来）

2015年
- CHAOS;CHILDドラマCD「間に合わぬ愚者の微睡-Fools」（香月華）※限定版特典ドラマCD
- コイトモ!?（女子学生）
- 篠崎さん気をオタしかに! ドラマCD「ピュアピュアな休日」（四越千草）

2016年
- 海辺のエトランゼ（鈴）
- 黒伯爵は星を愛でる ※花とゆめ20号付録
- ノーブルウィッチーズ（イザベル・デュ・モンソオ・ド・バーガンデール）※単行本5巻、7巻ドラマCD同梱版

2017年
- DUEL!（七瀬あゆみ）

#### ラジオドラマ
- 劇ラヂ！ライブ（2012年5月4日、NHKラジオ第1） - みちのく☆パンクロック 遠山希美 役[83]
- 音楽ドラマ「恋する♪クラシック」（2013年8月24日、NHK-FM） - 遥 役[84]

### 吹き替え
- スーパーナチュラルシーズン9（2014年[85]）
- ジョニーテスト（2017年、男の子）

### ナレーション
- はらぺこヤマガミくん（2011年 Web版）
- 全力応援!NHK杯フィギュア2012（2012年11月15日 - 23日、NHK総合・BS1） - ナビゲーター[86]
- 『after』（2014年 監督：高橋栄樹、テキスト：和合亮一）　〈前編〉〈後編〉
- 不条理なこの世界で…（2016年11月1日 - 12月27日、千葉テレビ放送）[87]
- 栄光のスターをたずねて三千哩（2017年11月16日、BS日テレ）
- メモリーズオフ -Innocent Fille- テレビCM（2018年）

### CM
- デジサポ岩手（アナログ放送終了告知含む）[88]
- Kstars Wonderland（2013年、フィールズ） - ナレーション[要出典]
- MINAMI ON!（2013年2月 - 7月6日、IBC岩手放送、毎週土曜日11:25 -） - イオンモール盛岡南の情報を紹介する約5分の番組。
- 「auにおまかせ！」（アッコにおまかせ!内CM）[89]

### テレビドラマ
- マジすか学園（2010年1月8日 - 3月26日、テレビ東京） - アニメ 役
- マジすか学園2（2011年4月15日 - 7月1日、テレビ東京） - アニメ 役
- So long ! 第2夜（2013年2月12日、日本テレビ）

### 映画
- 劇場版 はらぺこヤマガミくん（2012年3月3日、銀座シネパトスにて公開） - ナレーション[90]
- 武蔵野線の姉妹（2012年11月17日公開、アイエス・フィールド） - 主演・緑川ひかる（パンドラ） 役（加藤夏希・中田ちさととのトリプル主演）[91]
- グール[喰怨]〜百年、君を想う〜（2016年[92]）

### 舞台
2009年
- AKB歌劇団「∞・Infinity」（10月30日 - 11月8日、THEATRE G-ROSSO） - メイド（妹） 役

2011年
- 時空警察ヴェッカーサイト（2月24日 - 27日、渋谷区文化総合センター大和田 伝承ホール） - 時空刑事ディアナ 役
- 時空警察ヴェッカーχ ノエルサンドレ （11月1日・2日、荻窪魁ホール） - 時空刑事ディアナ 役

2013年
- 鉄道員（ぽっぽや）（2月7日 - 10日、日本橋公会堂） - 佐藤雪子 役
- カラフル企画 Vol.4「めぐりあうとき」（9月18日 - 22日、笹塚ファクトリー） - 里中きみえ 役
- 劇団たいしゅう小説家 Present's「GUNG」（11月23日 - 12月1日、萬劇場） - パズル 役
- 全労済ホールスペース・ゼロ 提携公演 Reading Live Theater「こゝろ」（12月21日・22日、全労済ホール／スペース・ゼロ）

2014年
- 劇団たいしゅう小説家 Present's「名主畑リーサとイザナギ君」（5月2日 - 6日、萬劇場） - 名主畑リーサ 役
- SOLID STAR プロデュース Vol.2「ヨビコー！〜You be cool!〜」（10月22日 - 26日、六行会ホール）- 相模原好美 役

2015年
- 園田英樹演劇祭 Plus「谷中コメディーショー」（2月6日、戸野廣浩司記念劇場）
- SOLID STAR プロデュース Vol.3「ヘブン イレブン！」（3月11日 - 15日、俳優座劇場） - 手塚早苗 役
- 劇団た組。 第六回目公演「母を亡くした時、僕は遺骨を食べたいと思った。」（6月3日 - 7日、仙行寺 本堂） - 真里 役
- SOLID STAR プロデュース Vol.4「三ツ星に願いを!」（7月8日 - 12日、俳優座劇場） - 花野真衣 役

2016年
- SOLID STAR プロデュース Vol.6「ヨビコー!!〜You be cool!〜」（3月2日 - 6日、六行会ホール）- 相模原好美 役
- 烈!バカフキ！ Let's BAKAFUKI （2016年4月14日 - 17日、Zeppブルーシアター六本木）- ギンコ 役
- 劇団たいしゅう小説家Present`s「湯もみガールズIII boy meets girl!」（8月17日 - 21日、萬劇場）
- HYBRID PROJECT Vol.14「RANPO chronicle 【虚構のペルソナ 】」（11月9日 - 13日、シアターサンモール）

2017年
- 平成時代劇 片肌☆倶利伽羅紋紋一座「ざ☆くりもん」二〇一七年 新春三館同時本公演「吉原端唄」（1月3日 - 9日、シアターグリーン BASE THEATER）
- D'TOT 7th Act 舞台 緋色八犬伝（2月3日・4日、銀座博品館劇場） - 伏姫 役
- 劇団た組。 第13回目公演「まゆをひそめて、僕を笑って」（4月20日 - 23日、横浜赤レンガ倉庫 1号館3階ホール） - カズハ 役
- LIVEDOGプロデュース 舞台「スパイ大迷惑」（7月21日 - 29日、新宿村LIVE） - はまち鞠 役
- あいまいみー THE みゅーじかる（8月15日、新宿シアターブラッツ） -  日替わりゲスト
- ホチキス 第37回本公演「PTA」（8月17日 - 21日、東京芸術劇場 シアターウエスト） - 中森梢 役
- J-JAM企画 Brilliant Cat ”S”〜怪盗Sの真実〜（10月4日 - 8日、六行会ホール） - 主演・穴澤さくら 役（望月海羽とのダブルキャスト）
- Otona Project第十弾 演劇ユニット 爆走おとな小学生 第五回全校集会 勇者セイヤンの物語（仮）（11月8日 - 12日、CBGKシブゲキ!!） - スラウィム 役
- 劇団たいしゅう小説家Present`s 15周年記念Final!「湯もみガールズⅣ」（12月6日 - 10日、萬劇場） - 主演・つき子 役

2018年
- 舞台「時空警察SIG-RAIDER シグレイダー」（1月30日 - 2月4日、ラゾーナ川崎プラザソル） - ディアナ・カンナヅキ 役
- Otona Project 第十二弾 演劇ユニット爆走おとな小学生 第四回課外授業 スペシャルな恋もベタにオンリー（2月20日 - 25日、コフレリオ新宿シアター） -
- 舞台企画斜楽生 2018年3月企画公演 プライベート〜信じたモノはナニカ〜（3月30日 ‐ 4月1日、新宿村LIVE） - 粟生智子 役
- Otona Project 第十四弾 演劇ユニット爆走おとな小学生 第五回課外授業 ゴリラ〜GORILLA〜（4月18日・21日、中目黒キンケロシアター） - サラ 役
- Otona Project 第十五弾 演劇ユニット爆走おとな小学生 第四回特別授業「こっちにおいで、ジョセフィーヌ」（5月16日 - 20日、新宿村LIVE） - パスカビル 役〈team Soleil〉

2019年
- 平熱43度 -Relation- vol.1「ネムリメグル」（4月3日 - 7日、ワーサルシアター） - 水島巡 / NEMURU 役
- 放課後ビアタイム×imgコラボ公演「文化祭スクランブル」（12月18日 - 23日、シアターグリーン BIG TREE THEATER） - ユメミ・サラ・サラサーティ 役

2021年
- 夕凪の街 桜の国（8月4日 - 8日、CBGKシブゲキ!! / 14日 - 15日、近鉄アート館） - 利根東子 役
- キミに贈る朗読会「サトラレ～the reading～ Vol.9」（11月20日・21日、MsmileBOX 渋谷）

2023年
- イベント企画OZ vol.15「戦国NEO原∞」（1月11日 - 15日、六行会ホール） - ネネ 役

2024年
- 進戯団 夢命クラシックス×07th Expansion vol.9「うみねこのなく頃に〜Stage of the golden Witch〜Episode3」（2月22日 - 25日、こくみん共済 coop ホール／スペース・ゼロ） - ワルギリア 役
- 進戯団 夢命クラシックス×07th Expansion vol.10「うみねこのなく頃に〜Stage of the golden Witch〜Episode4」（9月6日 - 9日、こくみん共済 coop ホール／スペース・ゼロ） - ワルギリア 役

2025年
- 進戯団 夢命クラシックス×07th Expansion vol.11「うみねこのなく頃に〜Stage of the golden Witch〜Episode5」（2月20日 - 24日、こくみん共済 coop ホール／スペース・ゼロ） - ワルギリア 役
- OFFICE SHIKA CHILDHOOD「クマのプーとアクマのゾゾ」（4月10日 - 20日、座・高円寺1）

### ラジオ
※はインターネット配信。
- ON8「柱NIGHT! with AKB48」（2008年10月6日 - 2012年11月19日、bayfm）※不定期出演
- AKB48のオールナイトニッポン（2010年7月2日 - 2013年2月15日、ニッポン放送）※不定期出演
- DJ Tomoaki's Radio Show!（2010年7月22日、下北FM）※アシスタントMC
- AKB48 明日までもうちょっと。（2009年9月14日 - 2012年3月26日、文化放送）※不定期出演
- AKB48 今夜は帰らない…（2010年7月12日・19日、CBCラジオ）
- 仲谷明香 (AKB48) のなかやん通信（2011年1月2日 - 2013年3月31日、IBC岩手放送）※自身初の単独出演番組
- リッスン? 〜Live 4 Life〜（2011年7月5日 - 2013年1月29日、文化放送）※不定期出演
- AKB0048in仲谷明香（仮）→AKB0048 仲谷明香の突撃ゲリララジオ!（2012年8月3日 - 2013年4月5日、アニメイトTV※）
- 迷家‐マヨイガ‐「納鳴村 村役場広報課」（2016年6月9日、音泉※）※回替わりパーソナリティ

### ラジオCD
- TVアニメもしドラ 「程高放送部 〜もしドラジオ〜」（2011年）

### バラエティ
- AKB48+10!（2007年10月2日・不定期出演、エンタ!371）
- AKB1じ59ふん!（2008年1月31日、日本テレビ）
- AKB48ネ申テレビ（ファミリー劇場）
  - スペシャル（2008年12月24日）
  - Season2（2009年7月31日・8月7日）
  - Season6（2011年6月26日・7月3日）
- AKBINGO!（2009年8月19日 - 不定期出演、日本テレビ）
- 週刊AKB（2009年10月30日 - 2012年11月30日　不定期出演、テレビ東京）
- AKB1/48（2010年1月17日・2月19日、エンタ!371）
- 熱血BO-SO TV（2010年4月3日 - 不定期出演、チバテレビ）
- PigooRadio〜Mousa（2011年4月18日 - 、PigooHD・エンタ!371）
- AKB48コント「びみょ〜」（2011年10月13日・27日、ひかりTV）
- AKB48のあんた、誰?（2012年4月9日 - 2013年3月6日　不定期出演、NOTTV）
- ノブナガ（2012年5月12日・19日、CBCテレビ）
- びみょ〜な扉 AKB48のガチチャレ（2012年7月27日、ひかりTV）
- Voice Bar キュイーン'S（2014年11月10日 - 2016年6月20日、NOTTV）
- Voice Bar キュイーン'S（2015年10月12日、NOTTV） - ゲスト出演[120]

### インターネット動画配信
- ちょぼらうにょぽみ劇場「不思議なソメラちゃん」ニコ生『なまそめら』（ニコニコ生放送：2015年10月12日 - ）[121]

### イベント
- 第1回「コジマPresents デジタルまんが祭りinうつのみや」（2011年5月28日、宇都宮市オリオンスクエア）
- 朗読少女「真夏の夜の朗読会」（2012年7月22日）
- 第一回板橋アイドル会議 （2013年8月28日、cafe&bar marquee）
- Animelo Summer Live 2014 -ONENESS-（2014年8月31日）
- 全プリキュア 20th Anniversary LIVE!（2024年1月20日・21日、横浜アリーナ[122]）

### オーディオブック
- もし高校野球の女子マネージャーがドラッカーの「マネジメント」を読んだら（岩崎夏海、2010年9月10日、FeBe） - 朗読
- 君と会えたから…（喜多川泰、2012年10月16日、FeBe） - ハルカ 役
- もし高校野球の女子マネージャーがドラッカーの「イノベーションと企業家精神」を読んだら（岩崎夏海、2016年4月22日、FeBe） - 朗読[123]

### その他
- コミPo! イメージキャラクター（2010年、こみぽちゃん[124][125]）
- 痛車グラフィックス マスコットキャラクター（2012年、涼比奈こころ[126][127]）
- パチスロ シンデレラブレイド3（2017年、アテナ）

## 作品

### 新書
- 非選抜アイドル（2012年4月2日、小学館、ISBN 978-4-09-825131-5）
- 非選抜だった私を救った48のことば（2013年4月26日、中経出版、ISBN 978-4-8061-4716-9）

### カレンダー
- 仲谷明香 2012年カレンダー（2011年11月19日、ハゴロモ）
- 卓上 仲谷明香 2013年カレンダー（2012年12月7日、ハゴロモ）

## ディスコグラフィ

### 歌手参加楽曲
| 発売日   | 商品名                                                                           | 歌 | 楽曲                                                                       | 備考                                                                         |
| 2011年   | 2011年                                                                           | 2011年 | 2011年                                                                     | 2011年                                                                       |
| -------- | -------------------------------------------------------------------------------- | --- | -------------------------------------------------------------------------- | ---------------------------------------------------------------------------- |
| 9月14日  | ええじゃないか                                                                   | BABY GAMBA | 「ええじゃないか」                                                         | テレビアニメ『BABYGAMBA』関連曲                                              |
| 2012年   |                                                                                  | |                                                                            |                                                                              |
| 5月23日  | 花は咲く                                                                         | 花は咲くプロジェクト | 「花は咲く」                                                               | NHK東日本大震災プロジェクトテーマソング                                      |
| 2014年   |                                                                                  | |                                                                            |                                                                              |
| 3月5日   | ハピネスチャージプリキュア！WOW!                                                 | 仲谷明香 | 「ハピネスチャージプリキュア！WOW!」                                       | テレビアニメ『ハピネスチャージプリキュア！』オープニングテーマ               |
| 5月13日  | ONENESS                                                                          | 仲谷明香 他 | 「ONENESS」                                                                | 『Animelo Summer Live 2014 -ONENESS-』テーマソング                           |
| 7月23日  | ハピネスチャージプリキュア！ ボーカルアルバム1 〜Hello!ハピネスフレンズ！〜      | 仲谷明香 | 「トキメキ one two three」                                                 | テレビアニメ『ハピネスチャージプリキュア！』関連曲                           |
| 10月8日  | パーティ ハズカム                                                                | 仲谷明香 | 「ハピネスグッディ↑↑」                                                     | ラジオ『吉田仁美のプリキュアラジオ キュアキュア♡プリティ』エンディングテーマ |
| 11月19日 | ハピネスチャージプリキュア！ ボーカルアルバム2 〜シャイニング☆ハピネスパーティ〜 | 仲谷明香 | 「愛を抱いて」                                                             | テレビアニメ『ハピネスチャージプリキュア！』関連曲                           |
| 2023年   |                                                                                  | |                                                                            |                                                                              |
| 11月29日 | プリキュア ボーカルベストBOX 2018-2023                                           | 池田彩、石井あみ、礒部花凜、うちやえゆか、北川理恵、工藤真由、黒沢ともよ、五條真由美、駒形友梨、佐々木李子、林ももこ、仲谷明香、後本萌葉、Machico、宮本佳那子、茂家瑞季、吉田仁美、吉武千颯 | 「DANZEN!ふたりはプリキュア 〜20th Anniversary〜 Precure Singers Edition」 | テレビアニメ「プリキュアシリーズ」関連曲                                     |
| 11月29日 | プリキュア ボーカルベストBOX 2018-2023                                           | 池田彩、石井あみ、礒部花凜、うちやえゆか、北川理恵、工藤真由、黒沢ともよ、五條真由美、駒形友梨、佐々木李子、林ももこ、仲谷明香、後本萌葉、Machico、宮本佳那子、茂家瑞季、吉田仁美、吉武千颯 | 「シェアして！プリキュア 〜20th Anniversary〜 Precure Singers Edition      | テレビアニメ「プリキュアシリーズ」関連曲                                     |

### キャラクターソング
| 発売日   | 商品名                                                              | 歌 | 楽曲                                           | 備考                                                   |
| 2012年   | 2012年                                                              | 2012年 | 2012年                                         | 2012年                                                 |
| -------- | ------------------------------------------------------------------- | --- | ---------------------------------------------- | ------------------------------------------------------ |
| 11月7日  | ちとせげっちゅ!!                                                    | ちとせ（仲谷明香）、みさき（徳井青空）、雛子（MAKO）                                                                                     | 「ちとせげっちゅ!!の歌」                       | テレビアニメ『ちとせげっちゅ!!』エンディングテーマ     |
| 11月7日  | ちとせげっちゅ!!                                                    | ちとせ（仲谷明香） | 「スーパーハイパーげっちゅ！」                 | テレビアニメ『ちとせげっちゅ!!』関連曲                 |
| 2015年   |                                                                     | |                                                |                                                        |
| 1月14日  | ハピネスチャージプリキュア！ ボーカルベスト                         | キュアサンセット（吉田仁美）、キュアウェーブ（仲谷明香）                                                                                 | 「ふたりでアロ〜ハ！」                         | テレビアニメ『ハピネスチャージプリキュア！』関連曲     |
| 11月21日 | プリズムMAX 〜平成維新フルHDリマスター版〜                          | 野乃本ソメラ（仲谷明香）、野乃本ククル（本渡楓）、天童雫（桃河りか）、松嶋あい（長縄まりあ）                                             | 「プリズムMAX 〜平成維新フルHDリマスター版〜」 | テレビアニメ『不思議なソメラちゃん』オープニングテーマ |
| 2016年   |                                                                     | |                                                |                                                        |
| 8月24日  | 大好きだよ大好きだよ 生まれてきてありがとう                         | 栗原雪（加隈亜衣）、水山のりか（大空直美）、早柿莉央（前田玲奈）、島田柚姫（仲谷明香）、宇佐美育絵（竹下礼奈）                           | 「とーく・らいく・しんぎんぐ」                 | テレビアニメ『ももくり』関連曲                         |
| 2017年   |                                                                     | |                                                |                                                        |
| 1月25日  | 歌え！愛の公約                                                      | SMILE♥X | 「歌え！愛の公約」                             | テレビアニメ『アイドル事変』オープニングテーマ         |
| 1月25日  | 歌え！愛の公約                                                      | SMILE♥X | 「ザッツマイポリ」                             | ゲーム『アイドル事変』関連曲                           |
| 3月22日  | アイドル事変 第1巻 特典CD                                           | SMILE♥X | 「ときめき Full Throttle」                     | 『アイドル事変』関連曲                                 |
| 3月22日  | Honey Moon Cafe                                                     | ハニートラップ | 「恋のhide&seek」                              | 『アイドル事変』関連曲                                 |
| 3月22日  | Honey Moon Cafe                                                     | ハニートラップ | 「Honey Moon Cafe」                            | テレビアニメ『アイドル事変』挿入歌                     |
| 2019年   |                                                                     | |                                                |                                                        |
| 1月30日  | 翼を持つ者たち                                                      | コトブキ飛行隊 | 「翼を持つ者たち」                             | テレビアニメ『荒野のコトブキ飛行隊』エンディングテーマ |
| 1月30日  | 翼を持つ者たち                                                      | コトブキ飛行隊 | 「太陽が呼んだ虹」                             | テレビアニメ『荒野のコトブキ飛行隊』関連曲             |
| 3月13日  | コトブキ飛行隊、一曲入魂！                                          | ケイト（仲谷明香） | 「沈黙的アナリシス」                           | テレビアニメ『荒野のコトブキ飛行隊』関連曲             |
| 9月11日  | 新ワールドウィッチーズシリーズ秘め歌コレクション特別版 ディジョン篇 | イザベル・デュ・モンソオ・ド・バーガンデール（仲谷明香）、ジェニファー・J・デ・ブランク（明坂聡美）、カーラ・J・ルクシック（三澤紗千香） | 「Trust we NOBLE」                             | 『ワールドウィッチーズ』関連曲                         |

### AKB48在籍時の参加楽曲

#### シングルCD選抜楽曲
- 「Baby! Baby! Baby!」に収録
  - 初日
- 「大声ダイヤモンド」に収録
  - 大声ダイヤモンド (team B ver.)  - 「チームB」名義
- 「涙サプライズ!」に収録
  - 初日 - 「チームB」名義
- 「RIVER」に収録
  - ひこうき雲 - 「シアターガールズ」名義
- 「ポニーテールとシュシュ」に収録
  - 僕のYELL - 「シアターガールズ」名義
- 「Beginner」に収録
  - 泣ける場所 - 「DIVA」名義
- 「チャンスの順番」に収録
  - 胡桃とダイアローグ - 「チームA」名義
- 「桜の木になろう」に収録
  - エリアK - 「DIVA」名義
- 「Everyday、カチューシャ」に収録
  - 人の力 - 「アンダーガールズ」名義
- 「風は吹いている」に収録
  - Vamos - 「アンダーガールズ ばら組」名義
- 「上からマリコ」に収録
  - 隣人は傷つかない - 「チームA」名義
- 「GIVE ME FIVE!」に収録
  - ユングやフロイトの場合 - 「スペシャルガールズC」名義
- 「真夏のSounds good !」に収録
  - 3つの涙 - 「スペシャルガールズ」名義
- 「ギンガムチェック」に収録
  - ドレミファ音痴 - 「ネクストガールズ」名義
- 「UZA」に収録
  - スクラップ&ビルド - 「Team K」名義
- 「永遠プレッシャー」に収録
  - 私たちのReason
- 「So long !」に収録
  - 夕陽マリー - 「大島TeamK」名義

#### 劇場公演ユニット曲
チームB 1st Stage「青春ガールズ」公演
- 禁じられた2人

 チームB 2nd Stage「会いたかった」公演
- 嘆きのフィギュア
- 恋のPLAN
- 背中から抱きしめて
- リオの革命

 チームB 3rd Stage「パジャマドライブ」公演
- 天使のしっぽ
- 純情主義（2008年5月19日）
  - ※井上奈瑠の代役
- てもでもの涙
  - ※佐伯美香の代役
- 鏡の中のジャンヌ・ダルク
  - ※浦野一美の代役

 チームB 4th Stage「アイドルの夜明け」公演
- 天国野郎
- 残念少女 ※
  - ※中塚智実・内田眞由美のアンダー
- 口移しのチョコレート ※
  - ※柏木由紀のアンダー

 チームA 5th Stage「恋愛禁止条例」公演
- ツンデレ!
  - ※佐藤亜美菜のアンダー

 THEATRE G-ROSSO「夢を死なせるわけにいかない」公演
- 初めてのジェリービーンズ
  - ※宮澤佐江・高城亜樹・藤江れいな・鈴木まりやのスタンバイ

 チームK 6th Stage「RESET」公演
- ※峯岸みなみの全員曲アンダー

 チームA 6th Stage「目撃者」公演
- 腕を組んで
- サボテンとゴールドラッシュ ※
  - ※片山陽加・仲川遥香・前田亜美・松原夏海・大家志津香のアンダー

大島チームK ウェイティング公演
- 嵐の夜には（チームB 5th Stage「シアターの女神」公演、佐藤夏希のポジション）

## 受賞
- オーディオブック・オブ・ザ・イヤー　オーディオブックアワード2010『もし高校野球の女子マネージャーがドラッカーの『マネジメント』を読んだら』[130]

### シリーズ一覧
1. ↑  第1期（2012年）、第2期『next stage』（2013年）
2. ↑  第2期『ちょぼらうにょぽみ劇場第二幕 あいまいみー -妄想カタストロフ-』（2014年）、第3期『ちょぼらうにょぽみ劇場第三幕 あいまいみー 〜surgical friends〜』（2017年）

### ユニットメンバー
1. ↑  仲谷明香、田名部生来
2. ↑  アイドルマスター（中村繪里子・山崎はるか・大橋彩香）、藍井エイル、アフィリア・サーガ、angela、いとうかなこ、Wake Up, Girls!、小野賢章、OLDCODEX、喜多村英梨、栗林みな実、GRANRODEO、黒崎真音、ZAQ、JAM Project、sweet ARMS、鈴木このみ、STAR☆ANIS、谷本貴義、田村ゆかり、茅原実里、T.M.Revolution、仲谷明香、流田Project、橋本仁、fhána、FLOW、petit milady、堀江由衣、三澤紗千香、水樹奈々、三森すずこ、宮野真守、μ's、May'n、ゆいかおり（小倉唯&石原夏織）、悠木碧、吉田仁美、LiSA、和田光司
3. ↑  星菜夏月（八島さらら）、鬼丸靜（渕上舞）、近堂幸恵（上田麗奈）、不動瑞希（Lynn）、飯塚桜子（久保ユリカ）、桃井梅（仲谷明香）、天羽くるは（吉田有里）、小水流ミカ（赤﨑千夏）、闇†林檎様（山本希望）
4. ↑  桃井梅（仲谷明香）、五十鈴川桜（長嶋はるか）、北仲日和（小岩井ことり）、知花モニカ（井澤詩織）
5. ↑  キリエ（鈴代紗弓）、エンマ（幸村恵理）、ケイト（仲谷明香）、レオナ（瀬戸麻沙美）、ザラ（山村響）、チカ（富田美憂）